# James Henry Muirhead
James Henry Muirhead, britanski general, * 1892, † 1973.